# Garmr

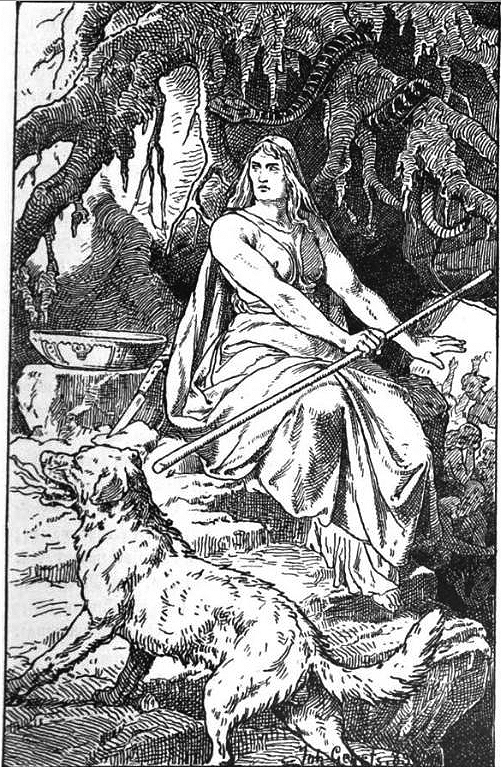
Godin Hel en Garmr

In de Noordse mythologie was Garmr of Janker een enorme hond die de poort naar Niflheim of Nevelrijk bewaakte in het Rotshol of Gnipahellir. Deze was normaal gesproken besmeurd met bloed. Na Fenrir was Garmr de grootste van de honden, en tijdens de Ragnarok zouden Garmr en de oorlogsgod Týr elkaar doden.
In het lied Völuspá wordt de regel Geyr Garmr mjök / fyr Gnipahelli (Woest blaft Janker nu / voor Rotshol) drie keer herhaald. De eerste keer wordt de aanvang van Fimbulvetr bedoeld. Met de tweede vermelding wordt de doorbraak van de reuzen in de godenwereld aangeduid en de derde keer wordt gedoeld op het begin van de nieuwe wereld op de vlakte Vigrid.